# Københavns Belysningvæsens Tørvefilm
|  | Denne artikel er oprettet af botten Steenthbot ud fra en ekstern database. Den kan derfor have sproglige fejl eller mangler. Denne skabelon kan fjernes efter kontrol af indholdet. |

Københavns Belysningvæsens Tørvefilm er en dansk dokumentarisk optagelse fra 1941 instrueret af Theodor Christensen.

## Handling
En ikke-færdiggjort film, produceret af Københavns Belysningsvæsen, om tørv. Rundt om på Sjælland findes store oplagringspladser med tørv. Optagelser fra Sct. Hans Hospitals og Lejre Vandværks opstakkede tørvelagre til vinteren, optaget i juni 1941. Hvis tørven ikke holder kvalitet, f.eks. ved overvejende at bestå af ler, bliver den afvist. Lageret i Måløv: her ligger ca. 4300 tons tørv leveret fra mange småmoser på Sjælland. Tørvene vejes i købmand Jørgen Andersens gård. På Valby Gasværk er der oplagt ca. 19.000 tons tørv. Også den tidligere gasbeholder på Østre Gasværk anvendes til opbevaring af tørv. Prøver af de modtagne tørv på H.C. Ørstedsværket analyseres på laboratorier, denne proces skildres minutiøst. Tørvefyring i kommunal ejendom.